# Reichstag zu Worms (1071)
Der Reichstag zu Worms 1071 war eine Reichsversammlung, die unter König Heinrich IV. in der Weihnachtszeit in Worms stattfand.

## Kontext
Heinrich (IV.) befand sich auf dem Weg von Goslar nach Baiern. Warum er den Umweg über den Oberrhein wählte, ist unbekannt. In Worms hielt er sich nur kurze Zeit auf, sicher an den Weihnachtstagen selbst und kurz danach. Noch am 29. Dezember 1071 urkundete er in Worms. Für den 1. Januar 1072 ist bereits seine Anwesenheit im Kloster Lorsch belegt.

## Verhandlungen
Zu den Inhalten der Besprechungen der Reichsversammlung in Worms 1071 ist wenig bekannt. Wichtigster Beratungsgegenstand dürfte die Sicherung der Reichsgrenze gegenüber Ungarn gewesen sein.

## Teilnehmer
Die Reichsversammlung in Worms 1071 war prominent besucht. Als Teilnehmer sind namentlich außer dem König und Königin Bertha bekannt:
- Erzbischof Anno II von Köln
- Erzbischof Adalbert von Bremen
- Bischof Eberhard von Naumburg
- Bischof Benno von Osnabrück
- Bischof Heinrich von Speyer
- Bischof Werner von Straßburg
- Bischof Adalbert von Worms
- Herzog Rudolf von Schwaben
- Herzog Welf IV. von Baiern
- Herzog Ordulf von Sachsen[8]